# Nevado Chacraraju
Der Nevado Chacraraju (auch Nevado Chakraraju sowie ohne den Zusatz Nevado (spanisch für schneebedeckt)) ist ein 6108 m hoher Berg in der Cordillera Blanca in den Anden in Peru. 